# 167 (število)
167 (stó sédeminšéstdeset) je naravno število, za katero velja 167 = 166 + 1 = 168 - 1.
Deveto varno praštevilo
Gaussovo praštevilo brez imaginarnega ali realnega dela oblike {\displaystyle 4n+3}.
Eisensteinovo praštevilo brez imaginarnega ali realnega dela oblike {\displaystyle 3n-1}.
167 je najmanjše število n, za katero ima enačba x -  φ(x) = n natanko 15 rešitev. Rešitve enačbe so: 455, 815, 1727, 2567, 2831, 4031, 4247, 4847, 5207, 6431, 6527, 6767, 6887, 7031, 27889.
Veselo število